# Brian Lloyd
Brian William Lloyd (St Asaph, 8 febbraio 1948) è un ex calciatore gallese, di ruolo portiere.

## Carriera

### Club
Dopo aver giocato nei semiprofessionisti gallesi del Rhyl Lloyd nel marzo del 1967, all'età di 19 anni, si trasferisce per 1000 sterline allo Stockport County, con cui vince la quarta divisione inglese. Nelle due successive stagioni gioca invece in terza divisione, trascorrendo anche un brevissimo periodo (una sola partita giocata) in prestito ai semiprofessionisti del Macclesfield Town. Nel 1969 si trasferisce poi per 10000 sterline al Southend Utd, con cui gioca due campionati consecutivi in quarta divisione per un totale di 46 presenze. Nell'estate del 1971 viene poi acquistato dal Wrexham, club gallese militante nella terza divisione inglese, con cui rimane fino al 1977 sfiorando a più riprese la promozione in seconda divisione e giocando in totale 266 partite di campionato (e 314 tra tutte le competizioni ufficiali) con la maglia dei Red Dragons nell'arco di sei stagioni: in questi anni viene anche convocato a più riprese nella nazionale gallese. Nell'estate del 1977 viene poi ceduto per 6000 sterline al Chester City, altro club di terza divisione, con cui trascorre tre stagioni e mezzo giocandovi 94 partite di campionato, fino al febbraio del 1981 quando, complice un infortunio che gli aveva fatto perdere il posto da titolare a vantaggio del giovane Phil Harrington, viene ceduto in prestito fino a fine stagione al Port Vale, con cui gioca da titolare disputando 16 partite in quarta divisione. Dal 1981 al 1983 gioca poi nuovamente allo Stockport County, con cui trascorre due stagioni giocando da titolare fisso (disputa 91 delle 92 partite di campionato in programma in quel biennio): qui, segna peraltro anche un gol, il 10 marzo 1982 contro il Bradford City. Negli anni seguenti gioca a livello semiprofessionistico con Bangor City, Colwyn Bay, Rhyl e Lex XI.
In carriera ha giocato complessivamente 543 partite nei campionati della Football League, tutte tra terza e quarta divisione.

### Nazionale
Ha esordito nella nazionale gallese nel 1975, in una partita di qualificazione agli Europei del 1976 contro l'Austria; l'anno seguente ha invece giocato altre 2 partite (una nel Torneo Interbritannico, una amichevole).

## Statistiche

### Cronologia presenze e reti in nazionale
| Cronologia completa delle presenze e delle reti in nazionale ― Germania | Cronologia completa delle presenze e delle reti in nazionale ― Germania | Cronologia completa delle presenze e delle reti in nazionale ― Germania | Cronologia completa delle presenze e delle reti in nazionale ― Germania | Cronologia completa delle presenze e delle reti in nazionale ― Germania | Cronologia completa delle presenze e delle reti in nazionale ― Germania | Cronologia completa delle presenze e delle reti in nazionale ― Germania | Cronologia completa delle presenze e delle reti in nazionale ― Germania |
| Data                                                                    | Città                                                                   | In casa                                                                 | Risultato                                                               | Ospiti                                                                  | Competizione                                                            | Reti                                                                    | Note                                                                    |
| ----------------------------------------------------------------------- | ----------------------------------------------------------------------- | ----------------------------------------------------------------------- | ----------------------------------------------------------------------- | ----------------------------------------------------------------------- | ----------------------------------------------------------------------- | ----------------------------------------------------------------------- | ----------------------------------------------------------------------- |
| 19-11-1975                                                              | Wrexham                                                                 | Galles                                                                  | 1 – 0                                                                   | Austria                                                                 | Qual. Euro 1976                                                         | -                                                                       |                                                                         |
| 24-3-1976                                                               | Wrexham                                                                 | Galles                                                                  | 1 – 2                                                                   | Inghilterra                                                             | Amichevole                                                              | -2                                                                      |                                                                         |
| 6-5-1976                                                                | Glasgow                                                                 | Scozia                                                                  | 3 – 1                                                                   | Galles                                                                  | Torneo Interbritannico 1976                                             | -3                                                                      |                                                                         |
| Totale                                                                  |                                                                         | Presenze                                                                | 3                                                                       |                                                                         | Reti                                                                    | -5                                                                      |                                                                         |

## Palmarès

### Club

#### Competizioni nazionali
- Campionato inglese di quarta divisione: 1

Stockport County: 1966-1967